# Кан, Яков Григорьевич
Я́ков Григо́рьевич Кан (11 марта 1920, Львово — 19 апреля 2014, Владивосток) — участник Великой Отечественной войны, председатель Совета ветеранов войны, труда, Вооруженных сил и правоохранительных органов Владивостока. Воинское звание: полковник.

## Биография
Яков Кан — уроженец Украины. Выпускник военного училища связи, он начал службу в 1938 году офицером связи. Боевое крещение получил во время войны с Финляндией.
В Великую Отечественную войну воевал на Ленинградском фронте; пережил блокаду.
Первую награду медаль «За боевые заслуги» Якову Кану вручил лично глава Ленинграда А.А. Жданов.
Во время войны Яков Кан проходил службу командиром отдельной роты связи под Ленинградом, где с 30 декабря 1941 года по 10 июня 1944 года во время блокады обеспечивал управление связью между войсками. Впоследствии был назначен командиром батальона связи 13-й стрелковой дивизии на Пулковском направлении Ленинградского фронта, где был ранен.
После окончания Великой Отечественной войны продолжил службу на Дальнем Востоке. Служил в Советской Гавани, затем во Владивостоке. Командовал лучшим на Тихоокеанском флоте 59-м отдельным морским полком связи, который был награждён Знаком и грамотой ЦК КПСС и Совета министров. Уволен в запас в 1976 году в звании полковника.
Проработал во Владивостокском горисполкоме более 14 лет.
С 1992 года возглавлял городской Совет ветеранов войны, труда, Вооружённых Сил и правоохранительных органов.
Почётный гражданин Владивостока.

### Семья
Был дважды женат, имеет дочь и сына

### Награды
- «Орден Красной Звезды» (1943).
- «Орден Красной Звезды» (за выслугу лет).
- «Орден Красной Звезды».
- «Орден Отечественной войны» 1-й степени (1985).
- «Орден Отечественной войны» 2-й степени (1944).
- Орден «За службу Родине в Вооружённых Силах СССР» 3-й степени.
- Медаль «За боевые заслуги» (за выслугу лет).
- Медаль «За боевые заслуги» (1942).
- Медаль ордена «За заслуги перед Отечеством» 2-й степени.
- Медаль «За оборону Ленинграда».
- Медаль «За победу над Германией в Великой Отечественной войне 1941—1945 гг.»
- Медаль «В ознаменование 100-летия со дня рождения Владимира Ильича Ленина»
- Медаль «Ветеран труда»
- Юбилейная медаль «Двадцать лет Победы в Великой Отечественной войне 1941—1945 гг.»
- Юбилейная медаль «Тридцать лет Победы в Великой Отечественной войне 1941—1945 гг.»
- Юбилейная медаль «Сорок лет Победы в Великой Отечественной войне 1941—1945 гг.»
- Юбилейная медаль «50 лет Победы в Великой Отечественной войне 1941—1945 гг.»
- Юбилейная медаль «60 лет Победы в Великой Отечественной войне 1941—1945 гг.»
- Юбилейная медаль «65 лет Победы в Великой Отечественной войне 1941—1945 гг.»
- Юбилейная медаль «40 лет Вооружённых Сил СССР»
- Юбилейная медаль «50 лет Вооружённых Сил СССР»
- Юбилейная медаль «60 лет Вооружённых Сил СССР»
- Юбилейная медаль «70 лет Вооружённых Сил СССР»
- Медаль «За безупречную службу» I степени
- «Медаль преподобного Сергия Радонежского» 2-й степени.
- «Знак отличия «За заслуги перед Владивостоком» 1-й степени.
- Юбилейные, ведомственные и общественные медали.

## Цитаты
Наше государство в большом долгу перед фронтовиками. И это нас всегда мучает. Ведь тот же немец, который против нас воевал, он в Германии теперь лучше живёт, чем фронтовик в России.
Я бы молодёжи пожелал, чтоб они чтили старших, кто отстоял страну, своих дедов, прадедов.
Главное в жизни — быть неравнодушным к ближним.